# Roots (pompa da vuoto)

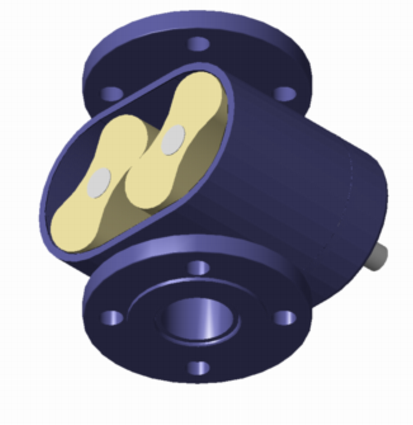
Sezione di una pompa roots; si vedono i lobi che ruotando comprimono il gas

Le pompe roots sono delle pompe da vuoto a spostamento di parete che lavorano trascinando il gas attraverso una coppia di lobi rotanti, che lavorano in maniera simile a degli ingranaggi accoppiati.
Prendono il nome dai fratelli Philander e Francis Roots di Connersville, che ne brevettarono il tipo nel 1860 per applicazioni industriali, in particolare per gli altiforni.
Le pompe sono composte essenzialmente da una camera ovale in cui sono alloggiati la coppia di lobi rotanti. I lobi comandati da un dispositivo esterno ruotano in maniera sincrona e con senso di rotazione opposto all'interno di una cavità. Questo tipo di pompe funziona senza olio lubrificante, ciò permette di evitare la contaminazione dei gas. Per evitare l'attrito i lobi non vengono mai in contatto né con la parete della cavità né tra di loro, e deve essere mantenuta una tolleranza a 0,1 mm nella distanza.
Le pompe roots possono raggiungere pressioni inferiori a 1×10−3 mbar con una grande portata. A causa della scarsa tenuta, però non sono in grado di superare differenze di pressione troppo elevate: per questo è sempre presente in serie una pompa rotativa.